# Karolína Erbanová
Karolína Erbanová (Vrchlabí, Checoslovaquia, 27 de octubre de 1992) es una deportista checa que compite en patinaje de velocidad sobre hielo.
Participó en tres Juegos Olímpicos de Invierno, entre los años 2010 y 2018, obteniendo una medalla de bronce en Pyeongchang 2018, en la prueba de 500 m.
Ganó una medalla de bronce en el Campeonato Mundial de Patinaje de Velocidad sobre Hielo en Distancia Individual de 2015 y una medalla de bronce en el Campeonato Mundial de Patinaje de Velocidad sobre Hielo en Distancia Corta de 2015. Además, obtuvo una medalla de bronce en el Campeonato Europeo de Patinaje de Velocidad sobre Hielo en Distancia Individual de 2018 y una medalla de oro en el Campeonato Europeo de Patinaje de Velocidad sobre Hielo en Distancia Corta de 2017.

## Palmarés internacional
| Juegos Olímpicos                           | Juegos Olímpicos            | Juegos Olímpicos  | Juegos Olímpicos      |
| Año                                        | Lugar                       | Medalla           | Prueba                |
| ------------------------------------------ | --------------------------- | ----------------- | --------------------- |
| 2018                                       | Pyeongchang (Corea del Sur) | Medalla de bronce | 500 m                 |
| Campeonato Mundial en Distancia Individual |                             |                   |                       |
| Año                                        | Lugar                       | Medalla           | Prueba                |
| 2015                                       | Heerenveen (Países Bajos)   | Medalla de bronce | 1000 m                |
| Campeonato Mundial en Distancia Corta      |                             |                   |                       |
| Año                                        | Lugar                       | Medalla           | Prueba                |
| 2015                                       | Astaná (Kazajistán)         | Medalla de bronce | Clasificación general |
| Campeonato Europeo en Distancia Individual |                             |                   |                       |
| Año                                        | Lugar                       | Medalla           | Prueba                |
| 2018                                       | Kolomna (Rusia)             | Medalla de bronce | 500 m                 |
| Campeonato Europeo en Distancia Corta      |                             |                   |                       |
| Año                                        | Lugar                       | Medalla           | Prueba                |
| 2017                                       | Heerenveen (Países Bajos)   | Medalla de oro    | Clasificación general |